# Aiuruoca
Aiuruoca, amtlich portugiesisch Município de Aiuruoca, ist ein brasilianisches Município im Süden des Bundesstaats Minas Gerais. Sie ist 423 km von der Hauptstadt Belo Horizonte entfernt. Die Bevölkerung wird portugiesisch aiuruocanos genannt und lebt auf einer Fläche von rund 650 km².
Der Hauptort des Munizips liegt auf 989 Metern Höhe am Fuße des Pico do Papagaio, dem Wahrzeichen der Stadt in einer Region mit sehr zerklüfteter Topografie. In den 1920er Jahren legten dänische Einwanderer in den ländlichen Gebieten von Aiuruoca den Grundstein für die Herstellung des Prato-Käses (Queijo prato).

## Etymologie
Der Name stammt aus dem Tupi-Guarani und bedeutet „Haus des Purpurbrustpapageis“ („Casa do Papagaio do peito roxo“), abgeleitet aus den Wörtern aîuru („Purpurbrustpapagei“ – „papagaio do peito roxo“) und oka („Haus“ – „casa“).

## Demographie
Die Bevölkerungszahl wurde zum 1. Juli 2019 auf 6003 Einwohner geschätzt mit einer Bevölkerungsdichte von 9,95 Einwohner/km². Bei der brasilianischen Volkszählung 2022 hatte sie 6.233 Einwohner und bei der amtlichen Schätzung 2024 betrug die Einwohnerzahl 6.382.

## Geschichte und Kultur

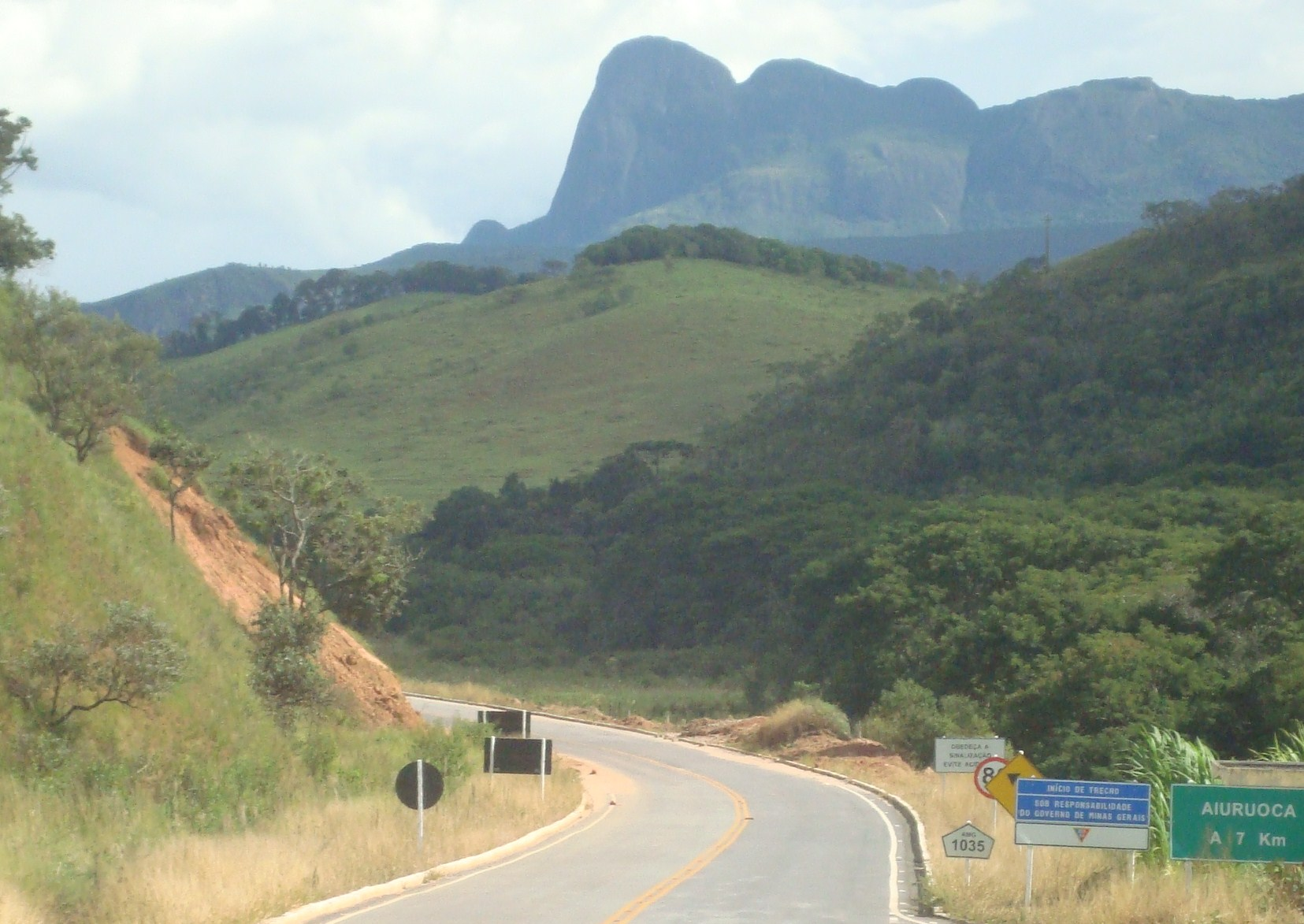
Anfangsabschnitt der Autobahn AMG-1035 im Munizip Aiuruoca, nahe der Kreuzung mit der BR-267. Im Hintergrund der Pico do Papagaio.

Das Land wurde 1692 von Pater João de Faria Fialho, Kaplan der Bandeirantes, erschlossen, wie Bento Pereira de Sousa Coutinho in einem Brief an den Generalgouverneur von Brasilien, D. João de Lencastre, vom 29. Juli 1694 beschreibt. Nachfolgend ein Auszug aus dem Brief:

«De frente a Villa de Taubaté, dizia elle, quatro ou cinco dias de viagem se acha estar o Rio Sapucahi e descendo da direita da dicta villa para a de Guaratinguetá, tomando a estrada real do sertão 10 dias de jornada para a parte norte sobre o Monte de Amantiquira, quadrilheira do mesmo Sapucahi, achou o padre Vigário João de Faria, seu cunhado Antonio Gonçalves Viana, o Capitão Manoel de Borba e Pedro de Avos, vários ribeiros com pintas de ouro de muita conta: e das campinas da Amantiquira, cinco dias de jornada, correndo para o norte, estrada também geral do sertão, fica a serra da Boa Vista, d’onde começam os campos geraes até confinar com os da Bahia: e da Serra da Boa Vista até o Rio Grande são 15 dias de jornada cujas cabeceiras nascem na Serra Da Juruoca, defrente dos quaes serros até o Rio do Guanhanhães e em Monte de Ebitipoca tem 10 léguas pouco mais ou menos de circuito, toda essa planície com cascalho formado de safiras e de frente aos mesmos Serro da Juruoca para a parte da estrada caminho do oeste pouco mais ou menos esta distancias são muitos montes escalvados pelos campos e muitos rios...»

„Gegenüber von Villa de Taubaté, sagte er, liege vier oder fünf Tagesreisen entfernt der Fluss Sapucahi, und wenn man von dieser Villa aus nach rechts in Richtung Guaratinguetá hinabsteige und die Königsstraße durch den Hinterland nehme, gelange man nach zehn Tagesreisen in den nördlichen Teil über den Berg Amantiquira, einem Nebenfluss des Sapucahi, wo er den Vikar João de Faria, seinen Schwager Antonio Gonçalves Viana, den Hauptmann Manoel de Borba und Pedro de Avos, mehrere Flüsse mit viel Goldvorkommen: und von den Ebenen von Amantiquira, fünf Tagesreisen in Richtung Norden, ebenfalls auf der Hauptstraße des Hinterlandes, liegt die Serra da Boa Vista, wo die Campos Gerais beginnen und bis an die Grenze zu Bahia reichen: und von der Serra da Boa Vista bis zum Rio Grande sind es 15 Tagesreisen, deren Quellen in der Serra Da Juruoca entspringen, gegenüber derer sich die Berge bis zum Rio do Guanhanhães und in Monte de Ebitipoca über einen Umfang von etwa 10 Leguas erstrecken, Die gesamte Ebene besteht aus Kies, der aus Saphiren gebildet wurde, und gegenüber der Serra da Juruoca, auf dem Weg nach Westen, gibt es viele kahle Berge und viele Flüsse...“

Ergänzend zu dieser Erzählung heißt es in dem Buch „Primeiros Descobridores das Minas do Ouro na Capitania de Minas Gerais“ (Die ersten Entdecker der Goldminen in der Kapitanats Minas Gerais): „So wurde eine Entdeckung südlich der Minen von São João Del Rei genannt, in Anspielung auf einen Felsen voller Löcher, in denen sich Papageien niederließen und fortpflanzten“.
Aus dem Vorstehenden geht hervor, dass vor der Entdeckung von Ribeirão do Carmo, der heutigen Stadt Mariana, im Jahr 1696, der Stadt Ouro Preto im Jahr 1698, der Gründung des unabhängigen Kapitanats Minas Gerais im Jahr 1720 und der Gründung der Stadt Campanha im Jahr 1737 der Name Aiuruoca wie der Flug des Papageis Ajuru durch die Geschichte der Goldminen hallte.
Die offizielle Gründung erfolgte jedoch erst 1706 durch den Bandeirante João de Siqueira Afonso, einen Einwohner von Taubaté, Entdecker der Minen von Aiuruoca (Minas de Aiuruoca) und Gründer der gleichnamigen Siedlung, die portugiesische und paulistanische Entdecker anzog. Kurz nach der Gründung des Weilers erhielt Kapitän Melchior Felix, ein anerkannter Adliger aus einer der wichtigsten Familien Taubates, Enkel des Gründers und Bewohner des Distrikts Aiuruoca, wo er Felder und Sklaven besaß, 1708 den Titel eines Hauptmanns und Superintendenten der Minen von Aiuruoca und Ibitipoca.
Im Jahr 1711 stellte Manoel Garcia de Oliveira in Aiuruoca eine Kavallerie zusammen und eilte der Stadt Rio de Janeiro zu Hilfe, die von den Franzosen angegriffen wurde. Diese Kavallerie wurde am 8. Januar 1715 unter dem Kommando von Salvador Freire da Silva aufgestellt. Später, im Jahr 1723, wurde Manoel Garcia zu ihrem Hauptmann ernannt. Es war dieser Hauptmann von Aiuruoca, der am 16. Juni 1737 Gouverneur Martinho Proença über die Goldfunde in der Region Campanha do Rio Verde informierte, gemäß den Informationen von José de Barros.
Durch königliche Verordnung vom 16. Februar 1724 wurde der Gerichtsbezirk Aiuruoca gegründet, der dem Bezirk Rio das Mortes unterstellt war.
Es ist wichtig zu erwähnen, dass sich 1733 Simão da Cunha Gago, Sohn von Oberstleutnant Simão da Cunha Gago, einem der Korporale der Bandeira de Fernão Dias Paes Leme, in Aiuruoca aufhielt; man sagt, dass er eine Kapelle zu Ehren Unserer Lieben Frau errichtete. Simão da Cunha Gago Filho begab sich zusammen mit mehreren Einwohnern von Aiuruoca und in Begleitung von Padre Felipe Teixeira Pinto (Kaplan von Alagoa da Aiuruoca) mit einem Bildnis der Unbefleckten Empfängnis auf den Weg, stieg die Berge hinab, durchquerte Wälder, Felder und Flüsse und erreichte eine Landzunge am linken Ufer des Flusses Paraíba, wo sie ihre Flagge hissten und 1744 die Stadt Rezende gründeten.
1764 wurde Aiuruoca von Gouverneur Luís Diogo und Doktor Cláudio Manuel da Costa, einem Verschwörer aus Minas Gerais (inconfidente mineiro) und damaligen Sekretär der Regierung, besucht, um Schmuggler und Steuerhinterzieher zu bekämpfen.
Im kolonialen Brasilien hatten die Freguesias (Pfarreien – Paróquias) ihre eigenen politisch-administrativen Bezirke und wählten ihre Vertreter für die Stadtverwaltungen in den Kreisstädten. Dieses System änderte sich am 1. Oktober 1828, als D. Pedro I. die Gemeindeverwaltung schuf. Bis 1828 waren daher nur die Bischofssitze Städte, die Vilas (Dörfer) Kreisstädte und die Freguesias (Gemeinden) Pfarrgemeinden. Von 1828 bis 1889 gab es Gemeindewahlen.
Der Ort Aiuruoca wurde durch die Provinzresolution Nr. 17 am 14. August 1834 zum Município erhoben, bekam seinen heutigen Namen und wurde aus Vila de Baependi herausgelöst, die Installation mit Selbstverwaltungsrechten erfolgte am 7. September 1835. Über 150 Jahre lang war sie kirchlicher Bezirk und übte zeitweise religiöse, zivile und strafrechtliche Gewalt aus. Als die Goldvorkommen erschöpft waren, widmeten sich die Einwohner der Milchviehzucht und der Landwirtschaft. Vor dem Hintergrund der Serra dos Papagaios, wo sich die Ökologische Station Serra dos Papagaios (Estação Ecológica Serra dos Papagaios) befindet, ist es ein Munizip, das durch seine natürliche Schönheit und seine Geschichte privilegiert ist.
Das Gebiet des Munizips war ursprünglich größer und in Distrikte geteilt, die im 20. Jahrhundert zu eigenständigen Munizip wurden. Heute besteht es aus einem Gesamtdistrikt.
In der Kultur von Aiuruoca sind das Stadtmuseum (Museu Municipal) Doutor Júlio Arantes Sanderson de Queirós und die religiösen Feste hervorzuheben, insbesondere die Karwoche von Aiuruoca (Semana Santa de Aiuruoca), die seit den Anfängen des Municipios gefeiert wird, seit 1726 neu strukturiert wurde und im November 2010 zum historischen Kulturerbe des Munizips erklärt wurde.

## Religion und Kirchen
Die Anwesenheit von Pater João Faria Fialho in Aiuruoca erfolgte in der Zeit von 1694 bis 1698. Am 29. Dezember 1711 wurde in Aiuruoca José Ponce Diniz getauft, der spätere Priester Ponce der Diözese São Paulo, der in Nossa Senhora do Livreamento-MT (1777–1778) und in Cáceres-MT (1779–1784) tätig war, wo er als Kirchenrichter und Polizeidelegierter fungierte.
Die Pfarrei wurde im November 1717 gegründet, ihr erster Pfarrer war Pater Manuel Rebelo (1718–1725), gefolgt von: Pater Francisco Leite Lobo (1726–1729), Pater Inocêncio de Araújo Meneses (1730–1737), Pater José Matol de Miranda (1737–1741), Pater João de Sousa Lobato (1741), Pater Luís Alvares Fernandes (1741), der Musiker und Komponist geistlicher Musik Pater Faustino do Prado Xavier (1741–1746), Pater Dr. José de Sousa Barreto und Pater Manuel Afonso (1746), Pater Manuel Caetano de Figueiredo (1746–1747), Pater Manuel da Fonseca (1747–1748), Pater Manuel Machado Falcão (1748–1749), Pater Francisco de Siqueira Campos (1749–1752), Pater Dr. Inácio José de Sousa (1752–1767), Kirchengerichtrichter und erster Pfarrer, und so geht es ohne Unterbrechung bis heute weiter. Die territorialen Ausdehnungen der Gemeinde Aiuruoca waren enorm, aus deren Aufteilung später mehrere andere Pfarreien und Kapellen entstanden.
Es handelt sich um folgende Kirchen:
- Nossa Senhora do Bom Sucesso dos Serranos – 29. Juli 1725.
- Nossa Senhora do Rosário da Alagoa da Aiuruoca – 1730, bestätigt 1752.
- São Miguel do Cajuru – vor 1741.
- Kapelle Sant'Ana da Guapiara – 1730, bestätigt 1752
- Kapelle Nossa Senhora da Conceição do Varadouro – 24. August 1748.
- Nossa Senhora da Conceição do Porto do Turvo – 4. Januar 1752.
- Bom Jesus do Livramento – 11. April 1772, bestätigt 1814.
- São Vicente Ferrer – 1797, bestätigt am 17. Februar 1814.
- Nossa Senhora do Rosário da Bocaina – 1830.

## Geographie

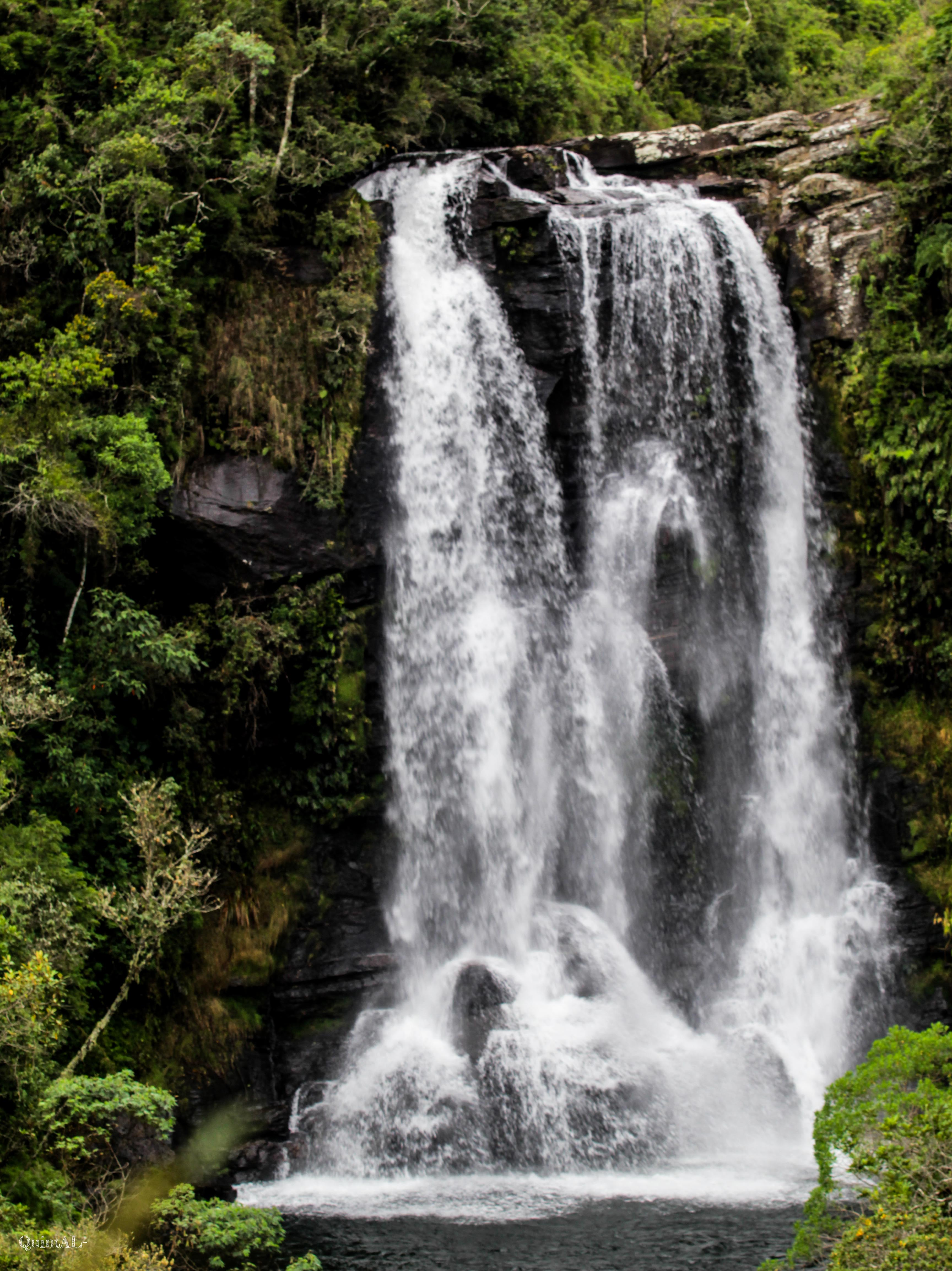
Garcias-Wasserfall (Cachoeira dos Garcias)

Das Municipio liegt im Süden von Minas Gerais und hat eine Fläche von 649,68 km². Umliegende Orte sind Cruzília, Baependi, Alagoa, Bocaina de Minas, Carvalhos, Seritinga, Serranos und Minduri. Das Munizip hat einen Flächenanteil von 15,76 % am Parque Estadual da Serra do Papagaio und hat ebenfalls einen Anteil am Naturschutzgebiet Mantiqueira (Área de Proteção Ambiental Serra da Mantiqueira), das Teil des von der UNESCO anerkannten Biosphärenreservats Mata Atlântica ist.
Die durchschnittliche Höhe des Munizips beträgt etwa 1000 Meter. Die höchsten Erhebungen befinden sich im Süden (Morro da Mitra do Bispo mit 2149 m) und im Südwesten (Pico da Bandeira mit 2357 m). Der Pico do Papagaio ist 2.105 Meter hoch und der Retiro dos Pedros 2.200 Meter. Die Stadt liegt auf einer Höhe von 989 Metern.
Das Relief ist sehr hügelig, mit 40 % unebenem Gelände, mit 55 % welliges Gelände und mit nur 5 % flaches Gelände. Das Municipio liegt in einem Übergangsgebiet zwischen dem Planalto de Cruzília im Norden und der Region Mantiqueira im Süden. Die Region Planalto de Cruzília ist durch Hügel und Täler mit flachem Grund gekennzeichnet, während die Region Mantiqueira durch Kämme und steile Hänge mit tief eingeschnittenen Tälern geprägt ist.
Aiuruoca liegt in einem Gebiet mit sauren magmatischen Gesteinen, die durch fein- und grobkörnigen, lokal porphyrischen Granit repräsentiert werden. Es gibt Vorkommen von Granat, Titan, Kalkstein und Phosphat.
Das Entwässerungsnetz ist gut verteilt und Teil des Rio Grande-Beckens. Der Aiuruoca-Fluss (dessen Quelle mit 2.450 Metern Höhe die höchste des Landes ist und sich auf dem Pico das Agulhas Negras befindet) fließt in Süd-Nord-Richtung und durchfließt den Gemeindesitz. Seine wichtigsten Nebenflüsse sind die Bäche Tamanduá, Água Preta und Papagaio sowie die Bäche Nogueiras und Cangalha. Der Fluss Angaí, der durch den zentralen und nördlichen Teil des Municipios fließt, hat als wichtigste Nebenflüsse den Ribeirão das Posses und den Ribeirão do Maia.

### Klima
Der Ort hat tropisches Höhenklima, Cwb nach der Klimaklassifikation nach Köppen und Geiger. Die durchschnittliche Jahrestemperatur beträgt 17,9 °C, wobei die durchschnittliche Temperatur im kältesten Monat (Juli) bei 15 °C und in den wärmsten Monaten (Januar, Februar und Dezember) bei 19,5 °C liegt. Die durchschnittliche jährliche Niederschlagsmenge ist 1533 mm. Die regenreichsten Monate sind November, Dezember, Januar und Februar, während die geringsten Niederschläge in den Monaten Mai, Juni, Juli und August fallen.
Der tropische Subkaduzifolium-Wald (Floresta tropical subcaducifólia), die vorherrschende Urvegetation der Region, ist nur noch an den Hängen, auf den Gipfeln der Berge und entlang der Wasserläufe erhalten und bildet Galerien. Araukarienwälder (Araucárias), Atlantischer Regenwald (Mata Atlântica), Feldvegetation (vegetação de campo), Fels- oder Höhenfelder (campos rupestres ou de altitude) vervollständigen das floristische Bild (quadro florístico) des Munizips.

## Tourismus

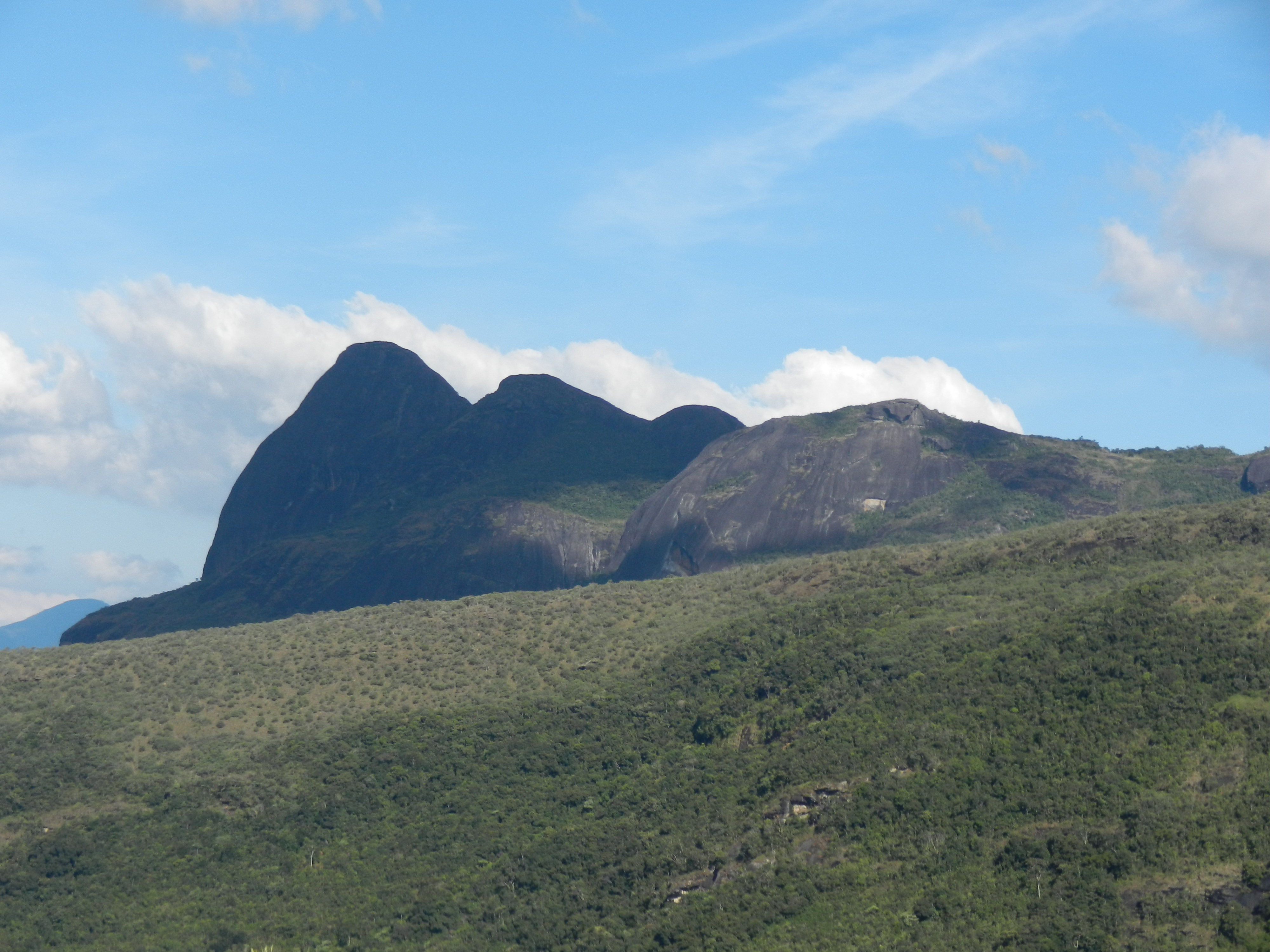
Pico do Papagaio

Aiuruoca ist Teil des Tourismuskreises Terras Altas da Mantiqueira. Die Zufahrt zum Hauptort der Gemeinde erfolgt über die Autobahn AMG-1035 ab der Kreuzung mit der BR-267.

### Natürliche Sehenswürdigkeiten
- Gipfel – es gibt mehrere Gipfel mit Höhen zwischen 1.300 und 2.357 Metern.[19]
- Wasserfälle – es gibt mehr als 85 Wasserfälle, von denen etwa 40 regelmäßig besucht werden und durch ihre Schönheit beeindrucken.[19]

### Kulturelle Sehenswürdigkeiten
- Matriz de Nossa Senhora da Conceição Kirche – aus dem Jahr 1726, mit alten Holzaltären.[20]
- Alter Bahnhof von Aiuruoca – aus dem Jahr 1911, gehörte zum ehemaligen Eisenbahnnetz Rede Mineira de Viação. Er wurde 1979 stillgelegt und seit 2002 renoviert und restauriert.[20][21]

### Reiseführer
- Ausflugsrouten – es gibt unzählige davon, die für jedes Publikum etwas bieten. Lokale Reisebüros bieten verschiedene Dienstleistungen an, darunter auch All-Inclusive-Pakete.[22]
- Abenteuersportarten – Abseilen, Canyoning, Klettern, Seilrutschen, geführtes Abseilen, Offroad, Mountainbiking, Mini-Rafting, Rafting, Boia Cross.[22]

## Politik
Von 2017 bis 2020 war Paulo Roberto Senador (PR) der Bürgermeister des Municipios. Von 2021 bis 2024 waren Érlisson Vítor Lopes der Prefeito und Ivairzinho der Vice-prefeito (Stellvertretende Bürgermeister) des Munizips. Érlisson Vítor Lopes wurde als Prefeito für die Amtszeit von 2025 bis 2028 wiedergewählt.

## Söhne und Töchter
- Isis Valverde (* 1987), Schauspielerin
- Júlio Sanderson (1914–2002), Arzt, Professor und Dichter